# Kognitive Strategie
Kognitive Strategien sind die spezifischen Methoden, die Menschen verwenden, um Probleme zu lösen und/oder Chancen zu nutzen, einschließlich aller Arten von Argumentation, Planung, Arithmetik usw. Wichtig ist, dass eine kognitive Strategie nicht nur „im Kopf“ stattfinden muss, sondern fast immer mit verschiedenen Aspekten dessen interagiert, was man als „Ausführungskontext“ bezeichnen könnte. Eine spezifische kognitive Strategie würde über eine Reihe geordneter und sich überlappender Logik implementiert. Jeder logische Aspekt einer kognitiven Strategie wird entweder gelehrt oder gelernt und muss als Vorwissen über die Situation gespeichert werden. Diese kognitiven Strategien werden für die zukünftige Verwendung gespeichert. Man kann sie sich als bewusst geschriebene und gespeicherte „Programme“ oder als „Software“ vorstellen, die die zukünftige Verarbeitung der Gehirnneuronen steuert. Jeder logische Prozess trägt dazu bei, zu einer bestimmten Entscheidung und der daraus resultierenden Handlung zu „addieren“.

## Beispiele
Ein häufig verwendetes und elegantes Beispiel für kognitive Strategien ist die Addition kleiner Zahlen. Es gibt zahlreiche verschiedene Möglichkeiten (d. h. verschiedene Strategien), mit denen man die Summe zweier einstelliger Zahlen erhalten kann, zum Beispiel 3+4 (=7). Die meisten Erwachsenen würden dieses Problem lösen, indem sie sich einfach die Antwort merken (eine „Gedächtnisstrategie“), ein Kleinkind würde jedoch wahrscheinlich eine von mehreren verschiedenen Strategien zum Fingerzählen anwenden. Man kann zum Beispiel den ersten Summanden (3) an der linken Hand darstellen, indem man drei Finger anhebt, und dann dasselbe mit vier Fingern der rechten Hand tun und dann die Anzahl der angehobenen Finger hochzählen. Es gibt jedoch noch viele andere Möglichkeiten, dies zu tun. Man kann zum Beispiel denselben ersten Schritt ausführen (drei Finger der linken Hand anheben) und dann bei 4 anfangen zu zählen, während man vier weitere Finger nacheinander an der rechten Hand anhebt, oder sogar beim vierten Finger der linken Hand beginnend (was bedeuten würde, bei 6 der rechten Hand weiterzumachen). Verschiedene Strategien können sehr unterschiedliche Eigenschaften hinsichtlich ihrer Zeit- und Raumkomplexität, ihres Speicherbedarfs usw. und damit auch hinsichtlich ihrer Fehlereigenschaften aufweisen.